# دکتر برترام
دکتر برترام (آلمانی: Frauenarzt Dr. Bertram) یک فیلم در ژانر درام به کارگردانی ورنر کلینلر است که در سال ۱۹۵۷ منتشر شد.